# N'gauma (distrito)

localização do distrito de N'gauma em Moçambique

N'gauma ou Gaúma é um distrito situado na província de Niassa, em Moçambique, com sede na localidade de Massangulo. Tem limite a noroeste com o distrito de Chimbonila, a sudoeste com a República do Malawi, a sudeste com o distrito de Mandimba e a nordeste com o distrito de Majune. 

## Demografia
Em 2007, o Censo indicou uma população de 64 049 residentes. Com uma área de 2421  km², a densidade populacional rondava os 26,46 habitantes por km². Esta população representa um aumento de 89,9% em relação aos 33 721 habitantes registados no Censo de 1997.

## Divisão administrativa
O distrito está dividido em dois postos administrativos (Itepela e Massangulo), compostos pelas seguintes localidades:
- Posto Administrativo de Itepela:
  - Itepela
- Posto Administrativo de Massangulo: 
  - Massangulo
  - N'gauma: